# Lussemburgo ai XXIII Giochi olimpici invernali
Il Lussemburgo ha partecipato ai XXIII Giochi olimpici invernali, che si sono svolti dal 9 al 28 febbraio 2018 a PyeongChang, in Corea del Sud, con una delegazione composta da un solo atleta, lo sciatore alpino Matthieu Osch, che è stato anche il portabandiera.